# Gens Antonia
Die gens Antonia (deutsch Antonier) war eine bedeutende plebejische Familie im Römischen Reich, die das Gentilnomen Antonius führte. Die Familie führte ihre Abstammung auf Anteon zurück, einen Sohn des Herkules.

## Genealogie
Zur gens Antonia gehörten:
1. Marcus Antonius Orator (143–87 v. Chr.), Quästor 113, Praetor von Kilikien 102, Konsul, Zensor 97 v. Chr.
  1. Marcus Antonius Creticus († 71 v. Chr. auf Kreta), Praetor 74, dann Prokonsul
    - 1⚭ Numitoria aus Fregellae
    - 2⚭ Iulia († nach 40 v. Chr.), Tochter des Lucius Iulius Caesar; 2⚭ 71 v. Chr. Publius Cornelius Lentulus Sura

    1. Marcus Antonius (um 85–30 v. Chr.), Verbündeter Gaius Iulius Caesars, 52–50 Legat/Quästor in Gallien, Augur 50, Mitkonsul 44, Triumvir mit Octavian Augustus und Lepidus 43 – wohl der berühmteste Antonier.
      - 1⚭ Fadia, Tochter eines Quintus Fadius Gallus (?)
      - 2⚭ 53/52 v. Chr.(?) Antonia, Tochter seines Onkels Gaius Antonius Hybrida

      1. Antonia (* etwa 54 bis 49 v. Chr.) ⚭ Pythodoros von Tralleis: daraus Pythodoris (?)⚭ Polemon I. von Pontos; daraus Antonia Tryphaina (* um 15 v. Chr.–um 49 n. Chr.?), 22/33–38 n. Chr. Königin von Pontos

      - 3⚭ 48 v. Chr. Fulvia († 40 v. Chr.)

      1. Marcus Antonius Antyllus, (47–30 v. Chr., hingerichtet), Heermann seines Vaters, Verlobter Iulias, Tochter des Augustus
      2. Iullus Antonius (45–2 v. Chr.), Prätor 13, Konsul 10, Prokonsul in Asia (?)7/6 v. Chr., Liebhaber Iulias, Tochter des Augustus
        - ⚭ um 21 Claudia Marcella, Tochter Octavias

        1. Lucius Antonius (20 v. Chr. – 34 n. Chr.), Quaestor 15, Praetor Urbinus 19, dann Statthalter in Hispania Tarraconesis, Consul 27
          1. Marcus Antonius Primus (30/35 in Tolosa; † nach 81 n. Chr.), Senator unter Nero, Kommandant der Legio VII Galbiana in Pannonia unter Galba, kurz Consul 69
          2. Antonia Postuma (* 34 AD n. Chr.)

        2. Gaius Antonius (* 19  v. Chr.)
        3. Iulla Antonia (* nach 19 v. Chr.)

      - 4⚭ 40–32 v. Chr. Octavia (* um 69 v. Chr.–11 v. Chr.)

      1. Antonia die Ältere, A. maior (* 39 v. Chr.) ⚭ Lucius Domitius Ahenobarbus: daraus Gnaeus Domitius Ahenobarbus, Vater des Kaiser Nero
      2. Antonia die Jüngere, A. minor (36 v. Chr.–37 n. Chr.) ⚭ Nero Claudius Drusus, daraus Germanicus, Livilla, Claudius

      - 5⚭ Kleopatra: daraus Alexander Helios (* 40 v. Chr.), Kleopatra Selene (40 v. Chr.–6 n. Chr.), Ptolemaios Philadelphos (* 36 v. Chr.)

    2. Gaius Antonius († 42 v. Chr.), Legat Caesars, Stadtpraetor 44, Statthalter in Macedonia
    3. Lucius Antonius Pietas (unbek., † in Spanien), Quästor in Asia 50, dann Proquästor (Statthalter), Volkstribun 44, Konsul mit Publius Servilius Vatia 41, dann verbannt

    - … Antonia (unbek., auch unbek., aus welcher Ehe)

  2. Gaius Antonius Hybrida  (* um oder vor 106 v. Chr.; † nach 42 v. Chr.), Volkstribun 71, Prätor 66, Konsul mit Marcus Tullius Cicero 63, Censor 42
    1. Antonia (* um 73 v. Chr.) ⚭ mit Cousin Marcus Antonius

Die Kaiser Gordian I., Gordian II. und Gordian III. (zwischen 238 und 244) gehörten ebenfalls zu den Antoniern, waren aber nicht direkt mit dez republikanischen Familie verwandt. Auch die Antonine (Nerva-Antoniner und Serverer, Kaiser zwischen 97 und 235) haben nur adoptiven Bezug zur Familie.
Zu den Freigelassenen (Patron in Klammern) gehören:
- Marcus Antonius Felix (1. Jh., Antonia minor), Bruder des Marcus Antonius Pallas, Prokurator von Samaria (Judäa) 52–60 n. Chr. ⚭ Drusilla, Tochter des Herodes Agrippa I.; Iulia Drusilla, Enkelin des Antonius mit Kleopatra
- Marcus Antonius Pallas († 62 n. Chr., Antonia minor), Bruder des Marcus Antonius Felix, Finanzverwalter des Claudius, Prätor 52, der Ämter enthoben 55
- Antonia Caenis († 73/74, Antonia minor), Konkubine des Vespasian